# Geolog

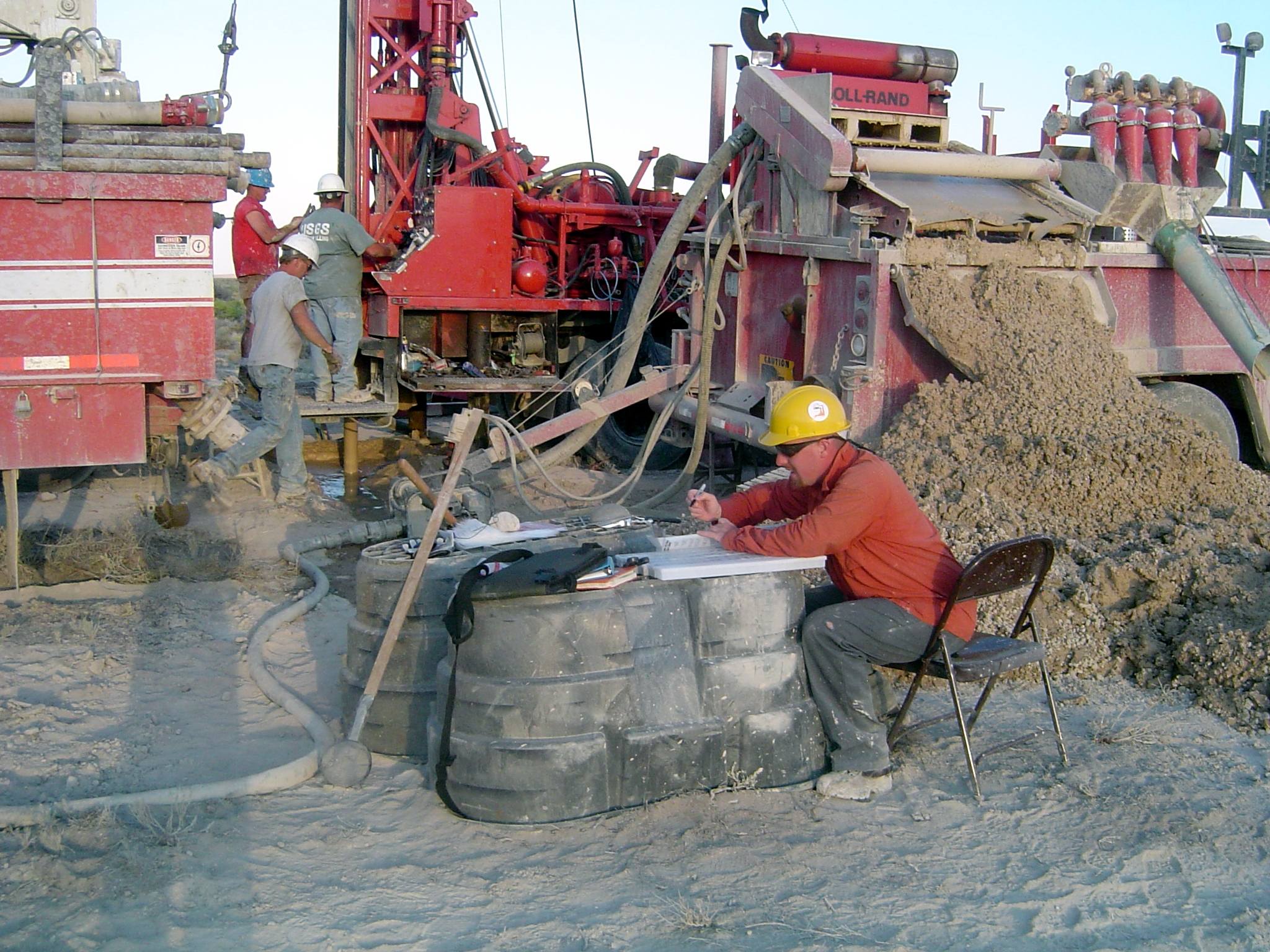
Geolog przy pracach wiertniczych

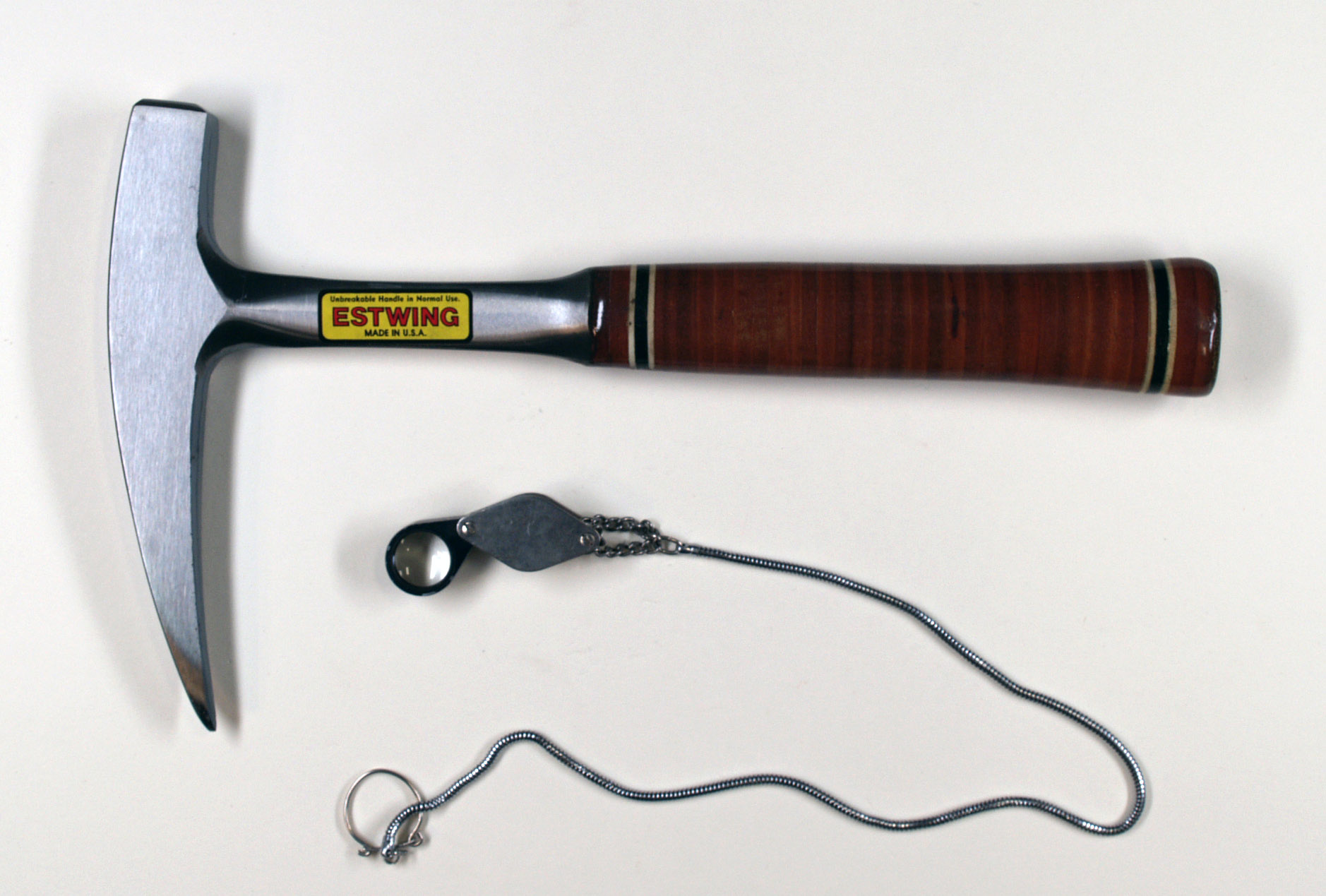
Narzędzia geologa przy pracy w terenie - młotek geologiczny i lupa

Geolog – zawód uzyskiwany po ukończeniu studiów wyższych w dziedzinie geologii lub nauk geologicznych. Geolog to specjalista, który zajmuje się studiami i badaniem budowy Ziemi oraz analizą procesów geologicznych, którym ona ulega. Jako teoretyk, geolog porusza się w dziedzinie geologii podstawowej, jako praktyk zaś - w dziedzinie geologii stosowanej.
Jeszcze na początku XIX w. geologa nazywano geognostykiem.

## Dziedziny pracy
Geolodzy znajdują pracę przede wszystkim w przedsiębiorstwach zajmujących się poszukiwaniem surowców mineralnych, a także w firmach hydrogeologicznych. Wielu znajduje swe miejsce w instytucjach ochrony środowiska i innych urzędach państwowych. 
Główne dziedziny pracy geologa to:
1. Badania naukowe dotyczące budowy Ziemi, jej historii, genezy, rozwoju itd.
2. Terenowe prace z zakresu kartografii geologicznej
3. Geologia regionalna
4. Geologia techniczna.
5. Eksploracja złóż

Praktyczne styczność z pracą geologa ma się przy potrzebie określenia warunków gruntowo-wodnych w miejscu, na którym ma stanąć przyszły dom. Na podstawie ekspertyzy geotechnicznej powstaje odpowiednia dokumentacja oraz opinia geologiczno-inżynieryjna, na której opiera się późniejszy projekt fundamentów

## Studia geologii w Polsce
Zawód geologa można uzyskać po studiach na następujących uczelniach w Polsce:
- Akademia Górniczo-Hutnicza im. Stanisława Staszica w Krakowie
- Politechnika Wrocławska
- Politechnika Śląska
- Uniwersytet Gdański
- Uniwersytet Jagielloński
- Uniwersytet im. Adama Mickiewicza w Poznaniu
- Uniwersytet Warszawski
- Uniwersytet Wrocławski
- Uniwersytet Śląski w Katowicach
- Uniwersytet Szczeciński